# Muschira Chattab

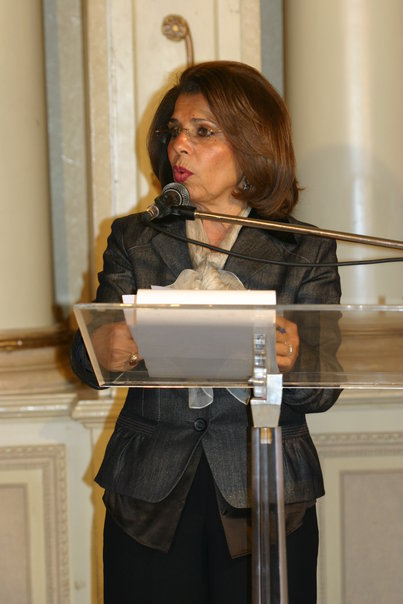
Muschira Chattab (2010)

Muschira Chattab (arabisch مشيرة خطاب, DMG Mušīra Ḫaṭṭāb; * 16. Juli 1944 in Kairo) ist eine ägyptische Politikerin und Diplomatin. Sie war Ministerin für Familie und Bevölkerung sowie stellvertretende Außenministerin. Zuvor war sie Botschafterin Ägyptens in Südafrika und zur Zeit der Auflösung der Tschechoslowakei Botschafterin in der Tschechischen Republik und der Slowakei.
Chattab war stellvertretende Vorsitzende des UN-Ausschusses für die Rechte des Kindes und kandidierte für den Posten der UNESCO-Generaldirektorin.

## Leben
Muschira Chattab wurde mit einer Arbeit über die Rechte des Kindes von der Universität Kairo promoviert. Zuvor absolvierte sie ein Masterstudium in Internationale Beziehungen an der University of North Carolina at Chapel Hill (USA) und ein Bachelorstudium in Politikwissenschaft an der Universität Kairo.
Chattab trat in den auswärtigen Dienst ihres Landes. Sie wurde 1992 Botschafterin in der Tschechoslowakei und seit Januar 1993 Botschafterin in der Slowakische Republik und in der Tschechischen Republik. Während der Präsidentschaft Nelson Mandelas war Chattab Ägyptens erste Botschafterin in Südafrika (1994–1999). Sie beendete ihre diplomatische Karriere als stellvertretende Außenministerin.
Im Jahr 1999 wechselte Chattab als Staatssekretärin zum Nationalen Rat für Kindheit und Mutterschaft (NCCM). Im Rahmen des Nationalen Aktionsplans für Kindheit und Mutterschaft entwickelte sie eine Reihe von Aktionsplänen zum Schutz der Jugend, für die Verbesserung der Mädchenbildung, zur Bekämpfung der Kinderarbeit und zur Wiedereingliederung von Straßenkindern. Ein besonderes Anliegen war ihr der Einsatz gegen weibliche Genitalverstümmelung (FGM) und gegen die Kinderehe. Entsprechende Gesetze wurden im Jahr 2008 verabschiedet.
In der Folge wurde der Nationale Rat zum Ministerium umgewandelt und Chattab zur Staatsministerin für Familie und Bevölkerung ernannt. In dieser Funktion war sie von März 2009 bis Februar 2011 tätig. Sie war von 2002 bis 2010 stellvertretende Vorsitzende, Berichterstattende und Mitglied des UN-Ausschusses für die Rechte des Kindes und leitete die Expertengruppen der Vereinten Nationen.
Nach der Revolution in Ägypten 2011 („Arabischer Frühling“) war Chattab als Hochschullehrerin und Gastprofessorin unter anderem am Wellesley College, an der Ausländeruniversität Perugia und am Wilson Center tätig.
Ägypten nominierte sie als Kandidatin für den Posten der nächsten UNESCO-Generaldirektorin. In einer Stichwahl trat sie am 13. Oktober 2017 gegen Audrey Azoulay an, die gewann und dann auch dem bis dahin führenden katarischen Kandidaten überlegen war.

## Ehrungen
Chattab wurde 1999 vom Präsidenten Südafrikas mit dem Order of Good Hope ausgezeichnet. Nachdem sie 2007 den Komtursorden (Commendatore) erhalten hatte, wurde sie drei Jahre später mit dem Großkreuz (Cavaliere di Gran Croce) des Verdienstordens der Italienischen Republik ausgezeichnet
| Personendaten    | Personendaten                        |
| ---------------- | ------------------------------------ |
| NAME             | Chattab, Muschira                    |
| KURZBESCHREIBUNG | ägyptische Ministerin und Diplomatin |
| GEBURTSDATUM     | 16. Juli 1944                        |
| GEBURTSORT       | Kairo                                |